# Rise to Power
 Rise to Power es el tercer álbum de la banda Americana de heavy metal Battlecross.  Producido en Audiohammer Studios en Sanford, Florida, se estrenara el 21 de agosto de 2015 por Metal Blade Records.  El primer sencillo del álbum, "Not Your Slave", era lanzado el 27 de mayo de 2015.

## Canciones
| N.º | Título           | Duración |  |
| 1.  | «Scars»          |          |  |
| 2.  | «Not Your Slave» | 3:33     |  |
| 3.  | «Absence»        |          |  |
| 4.  | «Spoiled»        |          |  |
| 5.  | «The Climb»      |          |  |
| 6.  | «Blood & Lies»   |          |  |
| 7.  | «Bound by Fear»  |          |  |
| 8.  | «Despised»       |          |  |
| 9.  | «Shackles»       |          |  |
| 10. | «The Path»       |          |  |